# Barry Pepper
Barry Robert Pepper (Brit Columbia, 1970. április 4.–) Primetime Emmy-díjas kanadai színész.
Ő játszotta Daniel Jackson közlegényt a Ryan közlegény megmentése (1998), Dean Stantont a Halálsoron (1999), Roger Marist a Baseball-barátok (2001) és Michael Strank őrmestert A dicsőség zászlaja (2006). című filmekben. Három Screen Actors Guild-díjra és egy Arany Málna díjra jelölték.
Robert F. Kennedyt alakította A Kennedy család című minisorozatban, mellyel 2011-ben Primetime Emmy-díjat nyert legjobb férfi főszereplő (minisorozat vagy tévéfilm) kategóriában.

## Magánélete
1997-ben vette el Cindy nevű feleségét, egy lányuk született.
Honosítás által amerikai állampolgársággal rendelkezik.

## Filmográfia

### Film
| Év   | Magyar cím                        | Eredeti cím                             | Szerep                   | Magyar hang       |
| ---- | --------------------------------- | --------------------------------------- | ------------------------ | ----------------- |
| 1996 | Városi szafari                    | Urban Safari                            | Rico                     |                   |
| 1998 | Tűzvihar                          | Firestorm                               | Packer                   |                   |
| 1998 | Ryan közlegény megmentése         | Saving Private Ryan                     | Daniel Jackson közlegény | Bolba Tamás       |
| 1998 | A közellenség                     | Enemy of the State                      | David Pratt              | Imre István       |
| 1998 | A közellenség                     | Enemy of the State                      | David Pratt              | Kapácsy Miklós    |
| 1999 | Halálsoron                        | The Green Mile                          | Dean Stanton             | Bolba Tamás       |
| 2000 | Háború a Földön                   | Battlefield Earth                       | Jonnie Goodboy Tyler     | Csőre Gábor       |
| 2000 |                                   | We All Fall Down                        | John                     |                   |
| 2001 | Keménykötésűek                    | Knockaround Guys                        | Matty Demaret            | Rajkai Zoltán     |
| 2002 | Katonák voltunk                   | We Were Soldiers                        | Joseph L. Galloway       | Epres Attila      |
| 2002 | Az utolsó éjjel                   | 25th Hour                               | Frank Slaughtery         | Haás Vander Péter |
| 2003 | Egymásra utalva                   | The Snow Walker                         | Charlie Halliday         | Király Attila     |
| 2005 | Melquiades Estrada három temetése | The Three Burials of Melquiades Estrada | Mike Norton              | Dolmány Attila    |
| 2005 | Ripley a mélyben                  | Ripley Under Ground                     | Tom Ripley               | Bolba Tamás       |
| 2006 | A dicsőség zászlaja               | Flags of Our Fathers                    | Mike Strank őrmester     | Betz István       |
| 2006 | Emlékezetkiesés                   | Unknown                                 | fekete inges férfi       | Széles László     |
| 2008 | Hét élet                          | Seven Pounds                            | Dan Morris               | Dolmány Attila    |
| 2009 |                                   | Princess Kaiulani                       | Lorrin A. Thurston       |                   |
| 2009 |                                   | Like Dandelion Dust                     | Rip Porter               |                   |
| 2010 | Casino Jack                       | Casino Jack                             | Michael Scanlon          | Háda János        |
| 2010 | A félszemű                        | True Grit                               | "Lucky" Ned Pepper       | Anger Zsolt       |
| 2012 |                                   | To the Wonder (törölt jelenet)          | Barry atya               |                   |
| 2013 | Megtört város                     | Broken City                             | Jack Valliant            | Dolmány Attila    |
| 2013 | Csapda                            | Snitch                                  | Cooper ügynök            | Szakács Tibor     |
| 2013 | A magányos lovas                  | The Lone Ranger                         | Jay Fuller kapitány      | Stohl András      |
| 2014 | Jobb, ha hallgatsz                | Kill the Messenger                      | Russell Dodson           | Dolmány Attila    |
| 2015 | Az útvesztő: Tűzpróba             | Maze Runner: The Scorch Trials          | Vince                    | Kaszás Gergő      |
| 2017 | Monster Trucks – Szörnyverdák     | Monster Trucks                          | Rick Lovick seriff       | Kaszás Gergő      |
| 2017 | Monster Trucks – Szörnyverdák     | Monster Trucks                          | Rick Lovick seriff       | Megyeri János     |
| 2017 | Holodomor – Keserű aratás         | Bitter Harvest                          | Yaroslav                 |                   |
| 2018 | Az útvesztő: Halálkúra            | Maze Runner: The Death Cure             | Vince                    | Kaszás Gergő      |
| 2019 | Préda                             | Crawl                                   | David Keller             | Dolmány Attila    |
| 2019 | Festett madár                     | The Painted Bird                        | Mitka                    |                   |
| 2019 | Versenyfutás az ördöggel          | Running with the Devil                  | A főnök                  | Megyeri János     |
| 2021 |                                   | Trigger Point                           | Nicolas Shaw             |                   |
| 2021 | Ébrenlét                          | Awake                                   | lelkész                  | Dolmány Attila    |

### Televízió
| Év        | Magyar cím                                       | Eredeti cím                                    | Szerep            | Megjegyzések                                              |
| --------- | ------------------------------------------------ | ---------------------------------------------- | ----------------- | --------------------------------------------------------- |
| 1992      | A Killer Among Friends                           | Mickey Turner                                  | tévéfilm          |                                                           |
| 1993–1996 |                                                  | Madison                                        | Mick Farleigh     | 16 epizód                                                 |
| 1994      |                                                  | Neon Rider                                     | Jason             | 1 epizód                                                  |
| 1994      |                                                  | M.A.N.T.I.S.                                   | Clayton Kirk      | 1 epizód                                                  |
| 1995      | A hegylakó                                       | Highlander: The Series                         | Michael Christian | 1 epizód                                                  |
| 1995      | Sliders                                          | Sliders                                        | Skidd             | 1 epizód                                                  |
| 1995      | Johnny és lánya                                  | Johnny's Girl                                  | Jimmy Zee         | tévéfilm                                                  |
| 1995      |                                                  | Lonesome Dove: The Series                      | Cam               | 1 epizód                                                  |
| 1996      |                                                  | Lonesome Dove: The Outlaw Years                | Jake              | 1 epizód                                                  |
| 1996      | Végtelen határok                                 | The Outer Limits                               | Tyson Ruddick     | 1 epizód                                                  |
| 1996      | Sentinel – Az őrszem                             | The Sentinel                                   | Kurt Hessman      | 1 epizód                                                  |
| 1996      | Száguldó vipera                                  | Viper                                          | Johnny Hodge      | 1 epizód                                                  |
| 1996      | Titanic                                          | Titanic                                        | Harold Bride      | - minisorozat (2 epizód) - magyar hangja: - Lux Ádám      |
| 2001      | Baseball-barátok                                 | 61*                                            | Roger Maris       | - tévéfilm - magyar hangja: - Csankó Zoltán               |
| 2004      | A Nascar az életem: Dale Earnhardt története     | 3: The Dale Earnhardt Story                    | Dale Earnhardt    | - tévéfilm - magyar hangja: - Bozsó Péter                 |
| 2010      | Mikor a szerelem nem elég: A Louis Wilson sztori | When Love Is Not Enough: The Lois Wilson Story | Bill W.           | tévéfilm                                                  |
| 2011      | A Kennedy család                                 | The Kennedys                                   | Robert F. Kennedy | - minisorozat (8 epizód) - magyar hangja: - Király Attila |
| 2017      |                                                  | The Kennedys: After Camelot                    | Robert F. Kennedy | 1 epizód                                                  |
| 2023      | Az igazság emberei: Bass Reeves                  | Lawmen: Bass Reeves                            | Esau Pierce       | főszereplő                                                |

### Videójátékok
| Év   | Cím                            | Szerep       |
| ---- | ------------------------------ | ------------ |
| 2009 | Prototype                      | Alex Mercer  |
| 2009 | Call of Duty: Modern Warfare 2 | Dunn tizedes |

## Díjak és jelölések
| Év   | Díj                                | Kategória                                            | Jelölt film                                      | Eredmény |
| ---- | ---------------------------------- | ---------------------------------------------------- | ------------------------------------------------ | -------- |
| 1999 | Online Film Critics Society        | legjobb szereplőgárda                                | Ryan közlegény megmentése                        | Elnyerte |
| 1999 | Screen Actors Guild-díj            | legjobb szereplőgárda (mozifilm)                     | Ryan közlegény megmentése                        | Jelölve  |
| 2000 | Screen Actors Guild-díj            | legjobb szereplőgárda (mozifilm)                     | Halálsoron                                       | Jelölve  |
| 2001 | Arany Málna díj                    | legrosszabb férfi mellékszereplő                     | Háború a Földön                                  | Elnyerte |
| 2001 | Primetime Emmy-díj                 | legjobb férfi főszereplő (minisorozat vagy tévéfilm) | Baseball-barátok                                 | Jelölve  |
| 2002 | Broadcast Film Critics Association | legjobb színész (minisorozat vagy tévéfilm)          | Baseball-barátok                                 | Jelölve  |
| 2002 | Golden Globe-díj                   | legjobb férfi főszereplő (minisorozat vagy tévéfilm) | Baseball-barátok                                 | Jelölve  |
| 2004 | Genie-díj                          | legjobb férfi főszereplő                             | Egymásra utalva                                  | Jelölve  |
| 2004 | Leo-díj                            | legjobb színész (dráma)                              | Egymásra utalva                                  | Elnyerte |
| 2004 | Screen Actors Guild-díj            | legjobb színész (minisorozat vagy tévéfilm)          | A Nascar az életem: Dale Earnhardt története     | Jelölve  |
| 2006 | Independent Spirit-díj             | legjobb férfi főszereplő                             | Melquiades Estrada három temetése                | Jelölve  |
| 2010 | Satellite-díj                      | legjobb színész (minisorozat vagy tévéfilm)          | Mikor a szerelem nem elég: A Louis Wilson sztori | Jelölve  |
| 2011 | Gemini-díj                         | legjobb főszereplő (minisorozat vagy tévéfilm)       | A Kennedy család                                 | Elnyerte |
| 2011 | Primetime Emmy-díj                 | legjobb férfi főszereplő (minisorozat vagy tévéfilm) | A Kennedy család                                 | Elnyerte |
| 2011 | Prism-díj                          | legjobb alakítás (minisorozat vagy tévéfilm)         | Mikor a szerelem nem elég: A Louis Wilson sztori | Jelölve  |